# Haiǁom
Le haiǁom ou haikom (le « ǁ » est un clic alvéolaire latéral) est une langue khoïsan parlée en Namibie et au Botswana, et éventuellement en Angola d'où il serait originaire.

## Nom
Le haiǁom est également appelé hai|ǁom, haikom, haikum, heikom, heikom bushman, heikum, hei|ǁom, kaikom, oshikwankala haiǁom, ou xwaga.

## Caractéristiques
C'est une langue khoïsan du groupe des langues khoï.
Elle ne possède pas de système d'écriture.

### Dialectes
Ethnologue recense les dialectes du kede (kedde, keddi), du ‡akhoe et du gomkhoe (gomaikhoe, mangetti-haiǁom, xomkhoe).
Glottolog recense quant à lui le chwagga, le hainǁum et le kedi

## Utilisation
Cette langue est parlée principalement dans les alentours de Grootfontein en Namibie, par 23 000 personnes en 2018, et de manière dispersée au Botswana par 30 000 personnes en 2003. Elle est peut-être aussi utilisée en Angola d'où elle serait originaire.
Ses locuteurs utilisent aussi éventuellement l'afrikaans, l'anglais, le khoïkhoï et le kwangali.